# Čornušský rajón
Čornušský rajón (ukrajinsky Чорнухинський район) byl rajón v Poltavské oblasti na Ukrajině. Hlavním městem byly Čornuchy a rajón měl přibližně 11 tisíc obyvatel. 

## Sídla v rajónu
- Čornuchy